# دوروثي لي بولدن
دوروثي لي بولدن (بالإنجليزية: Dorothy Lee Bolden)‏ هي نقابية أمريكية، ولدت في 13 أكتوبر 1923 في أتلانتا في الولايات المتحدة، وتوفيت في 24 أكتوبر 2002 في Piedmont Atlanta Hospital ‏ في الولايات المتحدة.